# 白石大学校
白石大学校（ペクソクだいがっこう、英称: Baekseok University）は、忠清南道天安市東南区安棲洞115に本部を置く大韓民国の私立大学である。1995年に設置された。大学の略称はBU。
キリスト教を建学の精神に掲げる。

## 歴史
白石大学校は1994年3月に開校した基督神学校がはじまりである。運営は学校法人白石学園と学校法人総神学園が行う。翌年1995年には正規大学となり、基督神学大学となる。更に1996年、基督神学大学は総合大学に昇格し基督神学大学校となり、1997年3月には名称を天安大学校に変更する。2001年、総神学園は白石学園に統合される。
2006年、天安大学校は白石大学校に校名を改名する。

## 組織

### 学部
- キリスト教学部
  - 神学専攻　言論宣教学専攻　キリスト教教育学専攻　キリスト教哲学専攻　キリスト教相談学専攻　キリスト教福祉学専攻　キリスト教秘書学専攻　キリスト教実用音楽専攻
- 語文学部
  - 国語国文学専攻　英語学専攻　日本語学専攻　中国語学専攻　ロシア語学専攻
- 社会福祉学部
  - 社会福祉学専攻　児童福祉学専攻　青少年学専攻　老人福祉学専攻　リハビリ福祉学専攻
- 法制学部
  - 法学専攻　行政学専攻　警察学専攻
- 経商学部
  - 経営学専攻　会計学専攻　e-ビジネス学専攻　国際通商学専攻
- 観光学部
  - 観光経営学専攻　ホテル経営学専攻　観光通訳専攻
- 師範学部
  - 幼児教育科　特殊教育科　幼児特殊教育科　特殊体育教育科
- 情報通信学部
  - コンピュータ学専攻　ソフトウェア学専攻　マルチメディア学専攻　情報通信学専攻　情報保護学専攻
- 保健学部
  - 物理治療学科　眼鏡光学科　応急救助学科　看護学科　歯衛生学科
- 音楽学部
  - ピアノ専攻　声学専攻　作曲専攻　管弦楽専攻　コンピュータ音楽専攻
- デザイン映像学部
  - 視覚情報デザイン専攻　産業デザイン専攻　映像アニメーション専攻
- キリスト教美術学部
  - キリスト教絵画専攻　キリスト教インテリアデザイン専攻　キリスト教工芸専攻
- スポーツ科学部
  - レジャースポーツ専攻　スポーツ健康管理専攻　幼少年スポーツ専攻　ゴルフ専攻
- キリスト教文化芸術学部
  - 公演芸術専攻　造形絵画専攻　工芸デザイン専攻　インテリアデザイン専攻　ピアノ専攻　キリスト教応用音楽専攻

### 大学院
- キリスト教専門大学院
  - 神学専攻　キリスト教教育学専攻　キリスト教宣教学専攻　キリスト教新聞放送学専攻　キリスト教哲学専攻　キリスト教行政学専攻　キリスト教美術学専攻
- 神学大学院
  - 牧会学専攻　聖経学専攻
- 牧会大学院
  - 実践神学専攻
- 教育大学院
  - 国語教育専攻　英語教育専攻　幼児教育専攻　音楽教育専攻　コンピュータ教育専攻　特殊教育専攻　教育行政専攻　相談心理専攻　教育課程及び評価専攻　生涯教育専攻
- 社会福祉大学院
  - 社会福祉学専攻　老人ケア福祉学専攻　特殊心理治療専攻
- 相談大学院
  - 家族相談・家庭使役学専攻　キリスト教相談学専攻　青少年相談学専攻　児童相談学専攻
- 音楽大学院
  - 器楽専攻　声楽専攻　作曲専攻　児童音楽学専攻　実用音楽学専攻　キリスト教音楽学専攻　音楽教育学専攻

## 学術交流協定
日本
- 長崎外国語大学
- 愛知産業大学
- 別府大学
- 愛知淑徳大学
- 東京成徳大学
- 聖心女子大学
- 高知大学
- 福島大学
- 大阪学院大学

中国
- 天津外国語大学
- 北京語言文化大学
- 黒竜江大学
- 浙江大学
- 武漢大学
- 寧波大学
- 華南師範大学
- 上海師範大学
- 遼寧師範大学
- 剣橋大学
- 遼寧渤海専修大学